# Dawn Richard
Dawn Richard é uma cantora, compositora e dançarina americana conhecida por ter feito parte dos grupo musicais Danity Kane e Diddy-Dirty Money. Richard esteve envolvida na volta do Danity Kane que aconteceu em 2013 durante o VMA.

## Discografia
- 2005 - Been a While
- 2006 - Danity Kane
- 2008 - Welcome to the Dollhouse
- 2010 - Last Train to Paris
- 2012 - Armor On
- 2012 - GoldenHeart
- 2015 - Blackheart

## Tours solo
- 2012 - The Armor On Tour